# Saison 6 de Parenthood
Chronologie
Saison 5
Cet article présente le guide des épisodes de la sixième et dernière saison de la série télévisée américaine Parenthood.

## Généralités
- Le 11 mai 2014, la série a été officiellement renouvelée pour une sixième et dernière saison par le réseau NBC[1]
- Au Canada, la saison est diffusée sur le réseau Global.
- A La Réunion , la saison 6 sera diffusée sur Antenne Réunion à partir du 3 janvier 2019.

### Synopsis
Basée sur le film du même nom, Parenthood relate les histoires de l'étendue famille Braverman, allant des parents, aux enfants et aux petits enfants. Pour cette saison, les acteurs manquent tous au moins un épisode.

## Distribution

### Acteurs principaux
- Lauren Graham (VF : Nathalie Regnier) : Sarah Braverman (fille de Zeek et Camille ; sœur d'Adam, Crosby et Julia ; mère d'Amber et Drew)
- Peter Krause (VF : Guillaume Orsat) : Adam Braverman (fils de Zeek et Camille ; frère de Sarah, Crosby et Julia ; marié à Kristina ; père d'Haddie et Max)
- Craig T. Nelson (VF : Patrice Melennec) : Zeek Braverman (marié à Camille ; père d'Adam, Sarah, Crosby et Julia)
- Bonnie Bedelia (VF : Evelyne Grandjean) : Camille Braverman (mariée à Zeek ; mère d'Adam, Sarah, Crosby et Julia)
- Monica Potter (VF : Patricia Piazza) : Kristina Braverman (mariée à Adam ; mère d'Haddie et Max)
- Dax Shepard (VF : Emmanuel Garijo) : Crosby Braverman (fils de Zeek et Camille ; frère d'Adam, Sarah et Julia ; père de Jabbar)
- Mae Whitman (VF : Noémie Orphelin) : Amber Holt (fille de Sarah ; sœur de Drew)
- Miles Heizer : Drew Holt (fils de Sarah ; frère de Amber)
- Joy Bryant : Jasmine Trussell (petite amie et mère du fils de Crosby, Jabbar)
- Erika Christensen (VF : Christine Bellier) : Julia Braverman-Graham (fille de Zeek et Camille ; mariée à Joel ; sœur d'Adam, Sarah et Crosby ; mère de Sydney)
- Max Burkholder (VF : Max Renaudin) : Max Braverman (fils d'Adam et Kristina ; frère d'Haddie)
- Sam Jaeger (VF : Axel Kiener) : Joel Graham (marié à Julia ; père de Sydney)
- Savannah Paige Rae : Sydney Graham (fille de Joel et Julia)
- Tyree Brown (VF : Tom Trouffier) : Jabbar Trussell-Braverman (fils de Crosby et Jasmine)

### Acteurs récurrents
- Betsy Brandt : Sandy[2]
- Jason Ritter (VF : Fabrice Fara) : Mark Cyr[3] (épisode 9)

## Liste des épisodes

### Épisode 1: Retour à la case départ  (Vegas)
- États-Unis /  Canada : 25 septembre 2014 sur NBC[4] / Global[5]
- La Réunion : 03 Janvier 2019 sur Antenne Réunion.

- États-Unis : 4,26 millions de téléspectateurs[6] (première diffusion)

### Épisode 2: Joyeux Anniversaire , Zack! (Happy Birthday, Zeek)
- États-Unis /  Canada : 2 octobre 2014 sur NBC / Global
- La Réunion  : 4 Janvier 2019 sur Antenne Réunion .

- États-Unis : 4,34 millions de téléspectateurs[7] (première diffusion)

### Épisode 3: L'insoutenable attente (The Waiting Room)
- États-Unis /  Canada : 9 octobre 2014 sur NBC / Global
- La Réunion : 7 Janvier 2019 sur Antenne Réunion.

- États-Unis : 4,25 millions de téléspectateurs[8] (première diffusion)

### Épisode 4: Bon rétablissement  (A Potpourri of Freaks)
- États-Unis /  Canada : 16 octobre 2014 sur NBC / Global
- La Réunion: 8 Janvier 2019 sur Antenne Réunion

- États-Unis : 4,2 millions de téléspectateurs[9] (première diffusion)

### Épisode 5 :Accidents de parcours   (The Scale of Affection is Fluid)
- États-Unis /  Canada : 23 octobre 2014 sur NBC / Global
- La Réunion : 9 Janvier 2019 sur Antenne Réunion

- États-Unis : 3,95 millions de téléspectateurs[10] (première diffusion)

### Épisode 6: L'argent ne fait pas le bonheur . (Too Big to Fail)
Pour les articles homonymes, voir L'argent ne fait pas le bonheur.
- États-Unis : 30 octobre 2014 sur NBC
- Canada : 1er novembre 2014 sur Global
- La Réunion : 10 Janvier 2019 sur Antenne Réunion

- États-Unis : 3,89 millions de téléspectateurs[11] (première diffusion)

### Épisode 7: Tout ou rien  (These Are the Times We Live In)
- États-Unis : 6 novembre 2014 sur NBC
- Canada : 8 novembre 2014 sur Global
- La Réunion  : 11 Janvier 2019 sur Antenne Réunion

- États-Unis : 3,96 millions de téléspectateurs[12] (première diffusion)

### Épisode 8: Forcer le destin (Aaron Brownstein Must Be Stopped)
- États-Unis : 13 novembre 2014 sur NBC
- Canada : 15 novembre 2014 sur Global
- La Réunion: 14 Janvier 2019 sur Antenne Réunion

- États-Unis : 3,61 millions de téléspectateurs[13] (première diffusion)

### Épisode 9: Une question de confiance (Lean In)
- États-Unis : 20 novembre 2014 sur NBC
- Canada : 22 novembre 2014 sur Global
- La Réunion: 15 Janvier 2019 sur Antenne Réunion

- États-Unis : 3,99 millions de téléspectateurs[14] (première diffusion)

### Épisode 10: Le bon moment  (How Did We Get Here?)
- États-Unis : 8 janvier 2015 sur NBC
- Canada : 10 janvier 2015 sur Global
- La Réunion: 16 Janvier 2019 sur Antenne Réunion

- États-Unis : 4,63 millions de téléspectateurs[15] (première diffusion)

- Il s'agit du 100e épisode de la série.
- Jabbar, Sydney, Victor et Max sont absents de cet épisode.

### Épisode 11: Album de famille (Let's Go Home)
- États-Unis : 15 janvier 2015 sur NBC
- Canada : 17 janvier 2015 sur Global
- La Réunion : 17 Janvier 2019 sur Antenne Réunion

- États-Unis : 4,12 millions de téléspectateurs [16] (première diffusion)

### Épisode 12: Le temps des décisions  (We Made it Through the Night)
- États-Unis : 22 janvier 2015 sur NBC
- Canada : 24 janvier 2015 sur Global
- La Réunion : 18 Janvier 2019 sur Antenne Réunion

- États-Unis : 4,40 millions de téléspectateurs  [17] (première diffusion)

### Épisode 13: L'ultime partie (May God Bless and Keep You Always)
- États-Unis : 29 janvier 2015 sur NBC
- Canada : 31 janvier 2015 sur Global
- La Réunion : 18 Janvier 2019 sur Antenne Réunion

- États-Unis : 5,46 millions de téléspectateurs [18] (première diffusion)